# Lampel Ignác
Lampel Ignác (Pozsony, 1714. július 18. – Bécs, 1748. november 3.) bölcseleti doktor, Jézus-társasági áldozópap és tanár.

## Életútja
Pozsonyban született, hol 1731-ben a rendbe lépett. Miután a négy fogadalmi évet eltöltötte s a bölcseletből doktorrá avatták, a mennyiségtanban annyira kitüntette magát, hogy Bécsbe rendelték; itt tanított az akadémián és az obszervatóriumnál is működött. Betegeskedése miatt azonban a tanítással is felhagyott és 1748. november 3-án elhunyt.

## Munkái
1. Sermo panegyricus S. Catharinae martyri philosophorum patronae dictus. Viennae (theologus korában adta ki)
2. Divi Ladislai Ungariae regis, panegyricus coram antiquissima ac celeberrima universitate Viennensi, dum in metropolitana d. Stephani proto-martyris basilica inclyta natio ungarica ejusdem divi tutelaris sui annuum memoriam recoleret ... Uo. 1748

Kéziratban egy latin elegiája van, 4rét 4 lap a Magyar Nemzeti Múzeumban.